# Sielsowiet popowo-leżaczański
Sielsowiet popowo-leżaczański (ros. Попово-Лежачанский сельсовет) – jednostka administracyjna (osiedle wiejskie) wchodząca w skład rejonu głuszkowskiego w оbwodzie kurskim w Rosji.
Centrum administracyjnym sielsowietu jest wieś (ros. село, trb. sieło) Popowo-Leżaczi.

## Geografia
Powierzchnia sielsowietu wynosi 66,97 km².

## Historia
Status i granice sielsowietu zostały określone ustawami z 2004 i z 2010 roku.

## Demografia
W 2017 roku sielsowiet zamieszkiwało 1048 mieszkańców.

## Miejscowości
W skład sielsowietu wchodzą miejscowości: Popowo-Leżaczi, Byrdin, Otruba, Zaria.